# Listă de filme cu bucle de timp
Aceasta este o listă de filme cu bucle de timp.
Cuprins: Început - 0–9 A B C D E F G H I J K L M N O P Q R S T U V W X Y Z

## 0–9
- +1 (film)[1] regia Dennis Iliadis cu Ashley Hinshaw, Rhys Wakefield și Natalie Hall.[2][3]
- 12 Dates of Christmas (De 12 ori Crăciunul)
- 12:01 (film)
- 12:01 PM[4][5]

## A
- Amityville: It's About Time
- ARQ (film)

## B
- Back in Crime
- Before I Fall
- Blood Punch
- Boss Level
- The Butterfly Effect (Zbor de Fluture)

## C
- Camp Slaughter
- Christmas Do-Over
- Christmas Every Day
- Coherence (film)
- Cube 2: Hypercube

## D
- The Dark Tower (2017 film)
- Déjà Vu (2006 film)
- The Devil's Advocate (1997 film)
- Doctor Strange (2016 film)
- Donnie Darko
- Donnie Darko: The Director's Cut

## E
- Edge of Tomorrow
- The Endless (film)
- Epsilon (film)

## F
- Frequency (2000 film)

## G
- Groundhog Day (film)

## H
- Happy Death Day
- Happy Death Day 2U
- Haunter (film)
- Horse Girl

## I
- In the Blink of an Eye (film)
- In the Tall Grass (film)
- The Incident (2014 film)

## J
- La Jetée

## K
- Koko-di Koko-da

## L
- The Last Day of Summer (2007)[6]
- Looper (Looper: Asasin în viitor)

## M
- The Man with Rain in His Shoes
- The Map of Tiny Perfect Things
- Mickey's Once Upon a Christmas
- Mine Games
- Mirror for a Hero
- Miss Peregrine's Home for Peculiar Children (film)
- My Little Pony: Equestria Girls – Sunset's Backstage Pass

## N
- Naked (2017 film)
- Naken

## O
- The Obituary of Tunde Johnson
- Ogre (2008 film)

## P
- Palm Springs (2020 film)
- Paycheck (film)
- Predestination (film)
- Premature (2014 film)
- Puella Magi Madoka Magica: The Movie

## R
- Repeat Performance, 1947
- Repeaters, 2010
- Repetiție pentru crimă, 1997
- Run Lola Run, 1998

## S
- Salvage (2006 film)
- Short Circuit (2019 film)
- Slipstream (2005 film)
- Source Code

## T
- Time Teens
- Toki o Kakeru Shōjo (1983 film)
- Triangle (2009 British film)
- Two Distant Strangers

## U
- Urusei Yatsura 2: Beautiful Dreamer

## V
- Volition (film)